# Мартін Тернберг
Мартін Тернберг (швед. Martin Thörnberg; 6 серпня 1983, м. Єнчопінг, Швеція) — шведський хокеїст, лівий нападник. Виступає за ГВ-71 у Шведській хокейній лізі. 
Вихованець хокейної школи ГВ-71. Виступав за «Торпедо» (Нижній Новгород), «Лев» (Прага), «Локомотив» (Ярославль). 
В чемпіонатах Швеції — 440 матчів (134+106), у плей-оф — 98 матчів (31+24).
У складі національної збірної Швеції учасник чемпіонатів світу 2007, 2009 і 2011 (25 матчів, 4+8). 
Батько: Уве Тернберг. Брат: Єспер Тернберг.
Досягнення
- Чемпіон світу 2013 року.
- Срібний призер чемпіонату світу (2011), бронзовий призер (2010).
- Чемпіон Швеції (2004, 2008, 2010), срібний призер (2009).